# 紀元前714年
紀元前714年（きげんぜん714ねん）は、西暦（ローマ暦）による年。紀元前1世紀の共和政ローマ末期以降の古代ローマにおいては、ローマ建国紀元40年として知られていた。紀年法として西暦（キリスト紀元）がヨーロッパで広く普及した中世時代初期以降、この年は紀元前714年と表記されるのが一般的となった。

## 他の紀年法
- 干支 : 丁卯
- 中国
  - 周 - 桓王6年
  - 魯 - 隠公9年
  - 斉 - 釐公17年
  - 晋 - 哀侯4年
  - 秦 - 寧公2年
  - 楚 - 武王27年
  - 宋 - 殤公6年
  - 衛 - 宣公5年
  - 陳 - 桓公31年
  - 蔡 - 桓侯元年
  - 曹 - 桓公43年
  - 鄭 - 荘公30年
  - 燕 - 繆侯15年
- 朝鮮
  - 檀紀1620年
- ユダヤ暦 : 3047年 - 3048年

## できごと

### 中国
- 斉の釐公と魯の隠公が防で会合した。
- 北戎が鄭に侵入した。鄭軍がこれを撃退した。